# ウィーンフィル・ニューイヤーコンサート1991
ウィーンフィル・ニューイヤーコンサート1991(ドイツ語: Neujahrskonzert der Wiener Philharmoniker 1991)は、ウィーン・フィルハーモニー管弦楽団による1991年のニューイヤー・コンサート。指揮はクラウディオ・アバドが務めた（2回目、最後)。

## 概要
- ニューイヤー・コンサートの指揮者は、1987年のヘルベルト・フォン・カラヤンを皮切りに、ウィーン・フィルが信頼を寄せる名指揮者が交代で登壇するようになった。1991年は、ウィーン国立歌劇場総監督で、カラヤン亡き後のベルリン・フィルハーモニー管弦楽団音楽監督でもあるクラウディオ・アバドが、1988年以来2度目の指揮台に立った。そしてこの年が、アバドにとってニューイヤー・コンサートへの最後の登場となった。
- 1991年はモーツァルトの没後200年にあたっており、彼の作品が3曲取り上げられている。またロッシーニ、シューベルト、ランナーなどウィーンにゆかりの深い作曲家の作品も数多く取り上げられている。

## 演奏曲目

### 第１部
- 歌劇「どろぼうかささぎ」序曲 (ジョアッキーノ・ロッシーニ)
- ポルカ・マズルカ「踊るミューズ」Op.266 (ヨーゼフ・シュトラウス)
- ポルカ（フランツ・シューベルト　オーケストレーション：ブルーノ・マデルナ）
- ギャロップ（フランツ・シューベルト　オーケストレーション：ブルーノ・マデルナ）
- ワルツ「求婚者」Op.103（ヨーゼフ・ランナー)
- ため息のギャロップ Op.9 (ヨハン・シュトラウス1世)

### 第２部
- 喜歌劇「くるまば草」序曲 (ヨハン・シュトラウス2世)
- コントルダンス「もう飛ぶまいぞ」第1番 K.609（ヴォルフガング・アマデウス・モーツァルト)
- コントルダンス第3番 K.609（ヴォルフガング・アマデウス・モーツァルト)
- ドイツ舞曲「そり滑り」第3番 K.605（ヴォルフガング・アマデウス・モーツァルト)
- ワルツ「水彩画」Op.258（ヨーゼフ・シュトラウス)
- ポルカ・シュネル「百発百中」Op.326 (ヨハン・シュトラウス2世)
- 「カルメン」のカドリーユ Op.134（エドゥアルト・シュトラウス）
- 皇帝円舞曲 Op.437 (ヨハン・シュトラウス2世)
- フランス風ポルカ「ピーフケとプーフケ」 Op.235 (ヨハン・シュトラウス1世)
- 狂乱のポルカ Op.260 (ヨハン・シュトラウス2世)

### アンコール
- ポルカ・シュネル「恋と踊りに熱中」Op.393 (ヨハン・シュトラウス2世)
- ワルツ「美しく青きドナウ」Op.314 (ヨハン・シュトラウス2世)
- ラデツキー行進曲 Op.228 (ヨハン・シュトラウス1世)

## 備考
- コンサートの模様が収録されたCDと映像商品が､1991年春にドイツ・グラモフォンから発売された。CDは数曲がカットされているが、映像商品はコンサートを完全収録している。